# Alan Silvestri
Alan Anthony Silvestri (sinh ngày 26 tháng 3 năm 1950) là một nhà soạn nhạc người Mỹ và chỉ huy các bản nhạc phim và truyền hình. Các bản nhạc phim của ông bao gồm loạt phim Back to the Future, Predator, Forrest Gump, Who Framed Roger Rabbit, The Polar Express, The Abyss và một số phim của Vũ trụ Điện ảnh Marvel, bao gồm cả các phim Avengers. Ông là người hai lần được đề cử Giải Oscar và Giải Quả cầu vàng, và 3 lần đoạt giải Sao Thổ và 2 lần nhận giải Primetime Emmy.

## Đầu đời và giáo dục
Ông bà của Silvestri di cư vào năm 1909 từ thị trấn Castell'Alfero của Ý, và định cư ở Teaneck, New Jersey. Ông lớn lên ở Teaneck, và tốt nghiệp năm 1968 tại Trường Trung học Teaneck. Ông theo học tại Đại học Âm nhạc Berklee trong hai năm. Silvestri là tay trống trong một thời gian ngắn vào năm 1966 với ban nhạc rock "The Wildcats" dựa trên Teaneck.

## Sự nghiệp
Silvestri bắt đầu sự nghiệp sáng tác phim / truyền hình của mình vào năm 1972 ở tuổi 21, sáng tác phần nhạc cho bộ phim hành động kinh phí thấp The Doberman Gang.
Từ năm 1978 đến năm 1983, Silvestri là nhà soạn nhạc chính cho loạt phim truyền hình CHiPs , viết nhạc cho 95 trong số 139 tập của chương trình.
Silvestri gặp đạo diễn phim Robert Zemeckis khi cả hai cùng làm việc trong bộ phim Romancing the Stone (1984) của Zemeckis. Kể từ đó, Silvestri đã sáng tác nhạc cho tất cả các bộ phim của Zemeckis, bao gồm bộ ba Back to the Future (1985–1990), Who Framed Roger Rabbit (1988), Death Becomes Her (1992), Forrest Gump (1994), Contact (1997), Cast Away (2000), The Polar Express (2004), Beowulf (2007), A Christmas Carol (2009), Flight (2012), và The Walk (2015).
Năm 1989, Silvestri đã soạn nhạc cho bộ phim The Abyss do James Cameron đạo diễn. Kể từ năm 2001, Silvestri cũng thường xuyên hợp tác với đạo diễn Stephen Sommers, sáng tác nhạc cho các phim The Mummy Returns (2001), Van Helsing (2004) và G. I. Joe: The Rise of Cobra (2009).
Silvestri đã soạn nhạc cho bốn bộ phim thuộc Vũ trụ Điện ảnh Marvel: Captain America: The First Avenger (2011), The Avengers (2012), Avengers: Infinity War (2018) và Avengers: Endgame (2019). Các chủ đề và mô típ của Silvestri từ những bộ phim đó đã được các nhà soạn nhạc khác tham khảo và sửa lại trong nhiều bộ phim MCU khác.
Silvestri cũng đã sáng tác nhạc cho các bộ phim truyền hình, bao gồm T. J. Hooker (một tập), Starsky & Hutch (ba tập), Tales from the Crypt (bảy tập). Năm 2014, anh đã sáng tác phần nhạc đoạt giải cho loạt phim tài liệu khoa học Cosmos: A Spacetime Odyssey. Anh ấy sẽ viết bài hát mới với Glen Ballard cho bộ phim người thật đóng chuyển thể Pinocchio của Disney.

## Đời tư
Silvestri và vợ ông là Sandra sở hữu một vườn nho nằm ở Caramel Valley, California. Ông có một con gái và hai con trai và có bằng lái máy bay phản lực của riêng mình.

## Danh sách phim

### Điện ảnh những năm 1970 - 1980
| Năm  | Phim                                      | Ghi chú |
| ---- | ----------------------------------------- | --- |
| 1972 | The Doberman Gang                         | With Bradford Craig |
| 1975 | Las Vegas Lady                            | |
| 1976 | The Amazing Dobermans                     | |
| 1978 | The Fifth Floor                           | |
| 1983 | Tiger Man                                 | Credited as Alan Sylvestri |
| 1984 | Romancing the Stone                       | |
| 1984 | Par où t'es rentré ? On t'a pas vu sortir | |
| 1985 | Fandango                                  | |
| 1985 | Cat's Eye                                 | |
| 1985 | Back to the Future                        | - Nominated — Saturn Award for Best Music - Nominated — Grammy Award for Best Score Soundtrack for Visual Media                                            |
| 1985 | Summer Rental                             | |
| 1986 | The Clan of the Cave Bear                 | |
| 1986 | The Delta Force                           | |
| 1986 | American Anthem                           | |
| 1986 | Flight of the Navigator                   | |
| 1986 | No Mercy                                  | |
| 1987 | Critical Condition                        | |
| 1987 | Outrageous Fortune                        | Won - BMI Film Music Award |
| 1987 | Predator                                  | - Won - Saturn Award for Best Music - Won - BMI Film Music Award                                                                                           |
| 1987 | Overboard                                 | |
| 1988 | Mac and Me                                | |
| 1988 | Who Framed Roger Rabbit                   | - A conductor - Won - BMI Film Music Award - Nominated — Saturn Award for Best Music - Nominated — Grammy Award for Best Score Soundtrack for Visual Media |
| 1988 | My Stepmother Is an Alien                 | |
| 1989 | She's Out of Control                      | |
| 1989 | The Abyss                                 | Nominated — Saturn Award for Best Music |
| 1989 | Back to the Future Part II                | Won - BMI Film Music Award |

### Điện ảnh những năm 1990
| Năm  | Tiêu đề                        | Ghi chú |
| ---- | ------------------------------ | --- |
| 1990 | Downtown                       | |
| 1990 | Back to the Future Part III    | - Won - Saturn Award for Best Music - Won - BMI Film Music Award |
| 1990 | Young Guns II                  | Themes by Anthony Marinelli and Brian Banks |
| 1990 | Predator 2                     | Also conductor. |
| 1991 | Shattered                      | - Also orchestrator - Replaced Angelo Badalamenti |
| 1991 | Back to the Future: The Ride   | Film in simulator ride |
| 1991 | Soapdish                       | Also orchestrator |
| 1991 | Dutch                          | Also pianist |
| 1991 | Ricochet                       | Also conductor |
| 1991 | Father of the Bride            | Won - BMI Film Music Award |
| 1992 | Two-Fisted Tales               | Segment: Yellow - Segment was extracted to become an individual episode of Tales from the Crypt                                                                                     |
| 1992 | Stop! Or My Mom Will Shoot     | |
| 1992 | FernGully: The Last Rainforest | Silvestri's first score for an animated film |
| 1992 | Death Becomes Her              | Nominated — Saturn Award for Best Music |
| 1992 | Diner                          | Short film |
| 1992 | The Bodyguard                  | Won - BMI Film Music Award |
| 1992 | Sidekicks                      | |
| 1993 | In Search of the Obelisk       | IMAX film |
| 1993 | Cop and a Half                 | |
| 1993 | Super Mario Bros.              | Replaced Jerry Goldsmith |
| 1993 | Judgment Night                 | Also conductor |
| 1993 | Grumpy Old Men                 | Won - BMI Film Music Award |
| 1994 | Clean Slate                    | |
| 1994 | Forrest Gump                   | - Nominated — Academy Award for Best Original Score - Won - BMI Film Music Award - Nominated — Saturn Award for Best Music - Nominated — Golden Globe Award for Best Original Score |
| 1994 | Blown Away                     | Also conductor |
| 1994 | Richie Rich                    | |
| 1995 | The Quick and the Dead         | |
| 1995 | The Perez Family               | |
| 1995 | Judge Dredd                    | - Also conductor - Replaced David Arnold and Jerry Goldsmith |
| 1995 | Father of the Bride Part II    | Won - BMI Film Music Award |
| 1995 | Grumpier Old Men               | Won - BMI Film Music Award |
| 1996 | Sgt. Bilko                     | Also conductor |
| 1996 | Eraser                         | - Won - BMI Film Music Award - Also conductor |
| 1996 | The Long Kiss Goodnight        | Also conductor |
| 1997 | Fools Rush In                  | |
| 1997 | Volcano                        | Also conductor |
| 1997 | Contact                        | - Won - ASCAP Award for Top Box Office Films - Nominated — Saturn Award for Best Music                                                                                              |
| 1997 | Mouse Hunt                     | |
| 1998 | The Odd Couple II              | Also conductor |
| 1998 | The Parent Trap                | Also conductor |
| 1998 | Holy Man                       | Also conductor |
| 1998 | Practical Magic                | - Also conductor - Replaced Michael Nyman |
| 1999 | Siegfried & Roy: The Magic Box | |
| 1999 | Stuart Little                  | - Also conductor - Won - ASCAP Award for Top Box Office Films |

### Điện ảnh những năm 2000
| Năm  | Phim                                           | Tiêu đề |
| ---- | ---------------------------------------------- | --- |
| 2000 | Reindeer Games                                 | Also conductor |
| 2000 | Cast Away                                      | - Also conductor - Won - ASCAP Award for Top Box Office Films |
| 2000 | What Lies Beneath                              | - Also conductor and orchestrator - Won - ASCAP Award for Top Box Office Films |
| 2000 | What Women Want                                | Also conductor and orchestrator |
| 2001 | The Mexican                                    | Also conductor and orchestrator |
| 2001 | The Mummy Returns                              | - Replaced Jerry Goldsmith - Won - ASCAP Award for Top Box Office Films |
| 2001 | Serendipity                                    | Also conductor |
| 2002 | Showtime                                       | Also conductor and orchestrator |
| 2002 | Lilo & Stitch                                  | - Also choir arranger and conductor - Won - ASCAP Award for Top Box Office Films - Nominated — Annie Award for Music in a Feature Production |
| 2002 | Stuart Little 2                                | Also conductor |
| 2002 | Maid in Manhattan                              | |
| 2003 | Identity                                       | - Also conductor - Replaced Angelo Badalamenti |
| 2003 | Stitch! The Movie                              | Themes only. Score composed by Michael Tavera |
| 2003 | Lara Croft: Tomb Raider – The Cradle of Life   | - Also conductor - Replaced Craig Armstrong and Graeme Revell |
| 2003 | Two Soldiers                                   | - Short film - Also conductor |
| 2004 | Van Helsing                                    | - Also conductor - Won - ASCAP Award for Top Box Office Films - Nominated — Saturn Award for Best Music |
| 2004 | The Polar Express                              | - Also conductor - Won - ASCAP Award for Top Box Office Films - Nominated — Academy Award for Best Original Song - Nominated — Saturn Award for Best Music - Nominated — Golden Globe Award for Best Original Song - Nominated — Satellite Award for Best Original Song - Nominated — World Soundtrack Award for Best Original Song Written Directly for a Film |
| 2006 | The Wild                                       | Also conductor |
| 2006 | Night at the Museum                            | Also conductor |
| 2007 | Beowulf                                        | - Also conductor and orchestrator - Nominated — World Soundtrack Award for Best Original Song Written Directly for a Film |
| 2009 | Night at the Museum: Battle of the Smithsonian | Also conductor |
| 2009 | G.I. Joe: The Rise of Cobra                    | Also conductor and orchestrator |
| 2009 | G.I. Joe: The Invasion of Cobra Island         | |
| 2009 | A Christmas Carol                              | Also lyricist, conductor and orchestrator |

### Điện ảnh những năm 2010
| Năm  | Phim                                    | Ghi chú                                                                                              |
| ---- | --------------------------------------- | --- |
| 2010 | The A-Team                              | - Also conductor and orchestrator - Themes by Mike Post and Pete Carpenter                           |
| 2011 | Captain America: The First Avenger      | - Also conductor and orchestrator - Nominated — Saturn Award for Best Music - BMI Film Music Award   |
| 2012 | The Avengers                            | Also conductor and orchestrator                                                                      |
| 2012 | Flight                                  | |
| 2013 | The Croods                              | Also conductor and orchestrator                                                                      |
| 2013 | RED 2                                   | Themes by Christophe Beck                                                                            |
| 2014 | Night at the Museum: Secret of the Tomb | |
| 2015 | Avengers: Age of Ultron                 | Themes only. Score composed by Brian Tyler and Danny Elfman                                          |
| 2015 | The Walk                                | |
| 2015 | Doc Brown Saves the World               | Back To the Future series                                                                            |
| 2016 | Allied                                  | |
| 2018 | Ready Player One                        | Replaced John Williams                                                                               |
| 2018 | Avengers: Infinity War                  | Score composer only. Score orchestrated and conducted by Mark Graham                                 |
| 2018 | Welcome to Marwen                       | Also conductor                                                                                       |
| 2019 | Avengers: Endgame                       | Score conducted with Mark Graham Nominated — Grammy Award for Best Score Soundtrack for Visual Media |

### Điện ảnh những năm 2020
| Năm  | Phim        | Ghi chú                                   |
| ---- | ----------- | ----------------------------------------- |
| 2020 | The Witches | Also conductor                            |
| 2022 | Pinocchio   | Also lyricist, conductor and orchestrator |

### Truyền hình
| Năm       | Tiêu đề                     | Ghi chú |
| --------- | --------------------------- | --- |
| 1978–1979 | Starsky & Hutch             | - Episodes: - "Deckwatch" - "Starsky's Brother" - "Sweet Revenge"                                                                                     |
| 1978–1983 | CHiPs                       | 95 episodes |
| 1983      | Manimal                     | - Episodes: - "Night of the Beast" - "Breath of the Dragon" - "Scrimshaw" - "High Stakes" - "Female of the Species"                                   |
| 1983      | T. J. Hooker                | Episode: "A Child Is Missing" |
| 1986      | Amazing Stories             | Episode: "Go to the Head of Class" |
| 1989–1995 | Tales from the Crypt        | - Episodes: - "And All Through the House" - "Abra Cadaver" - "Yellow" - "Beauty Rest" - "House of Horror" - "Till Death Do We Part" - "You, Murderer" |
| 2014      | Cosmos: A Spacetime Odyssey | Primetime Emmy Award for Outstanding Music Composition for a SeriesPrimetime Emmy Award for Outstanding Original Main Title Theme Music               |
| 2020      | Cosmos: Possible Worlds     | |